# Uredo pseudocannae
Uredo pseudocannae är en svampart som beskrevs av Cummins 1941. Uredo pseudocannae ingår i släktet Uredo, ordningen Pucciniales, klassen Pucciniomycetes, divisionen basidiesvampar och riket svampar. Inga underarter finns listade i Catalogue of Life.